# Inquisitor varicosus
Inquisitor varicosus é uma espécie de gastrópode do gênero Inquisitor, pertencente a família Pseudomelatomidae.